# Natação nos Jogos Olímpicos de Verão de 2016 - 200 m borboleta masculino

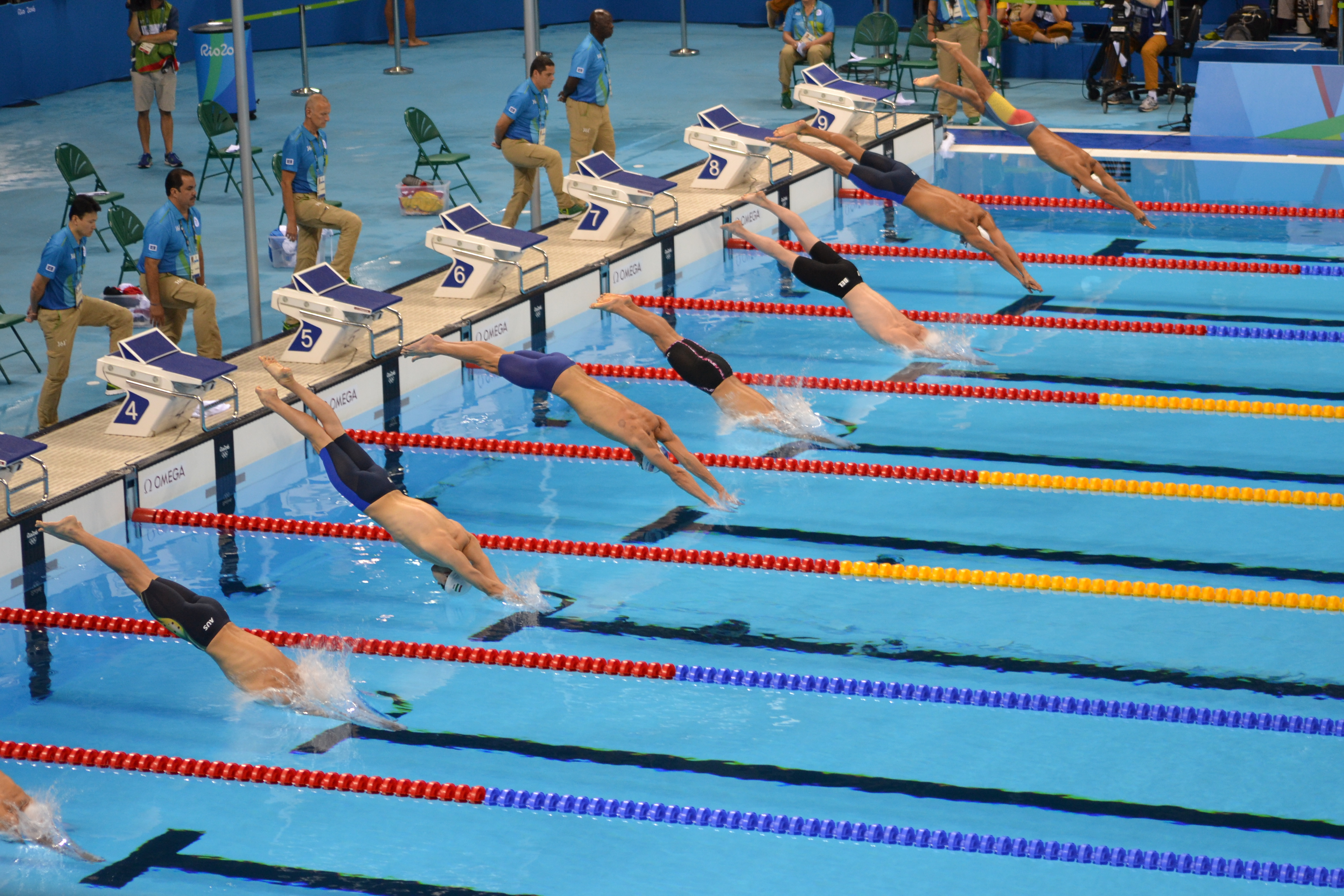
Largada de uma das baterias eliminatórias da prova.

A competição dos 200 metros borboleta masculino da natação nos Jogos Olímpicos de Verão de 2016 foi disputada nos dias 8 e 9 de agosto no Estádio Aquático Olímpico.

## Medalhistas
| Ouro   | USA Michael Phelps  |
| Prata  | JPN Masato Sakai    |
| Bronze | HUN Tamás Kenderesi |

## Recordes
Antes desta competição, os recordes mundiais e olímpicos da prova eram os seguintes:
| Tipo | Atleta         | Tempo   | Local  | Data                 |
| ---- | -------------- | ------- | ------ | -------------------- |
|      | Michael Phelps | 1:51.51 | Roma   | 29 de julho de 2009  |
|      | Michael Phelps | 1:52.03 | Pequim | 13 de agosto de 2008 |

## Resultados

### Eliminatórias
| Pos. | Elim. | Raia | Nadador              | CON                | Tempo   | Notas |
| ---- | ----- | ---- | -------------------- | ------------------ | ------- | ----- |
| 1    | 3     | 3    | Tamás Kenderesi      | HUN Hungria        | 1:54.73 | Q     |
| 2    | 4     | 4    | László Cseh          | HUN Hungria        | 1:55.14 | Q     |
| 3    | 2     | 4    | Chad le Clos         | RSA África do Sul  | 1:55.57 | Q     |
| 4    | 3     | 2    | Grant Irvine         | AUS Austrália      | 1:55.64 | Q     |
| 5    | 3     | 4    | Michael Phelps       | USA Estados Unidos | 1:55.73 | Q     |
| 6    | 2     | 5    | Masato Sakai         | JPN Japão          | 1:55.76 | Q     |
| 7    | 4     | 3    | Viktor Bromer        | DEN Dinamarca      | 1:55.77 | Q     |
| 8    | 3     | 5    | Daiya Seto           | JPN Japão          | 1:55.79 | Q     |
| 9    | 4     | 6    | Leonardo de Deus     | BRA Brasil         | 1:55.98 | Q     |
| 10   | 2     | 7    | Quah Zheng Wen       | SIN Singapura      | 1:56.01 | Q     |
| 11   | 2     | 3    | Evgenii Koptelov     | RUS Rússia         | 1:56.13 | Q     |
| 12   | 4     | 7    | Kaio de Almeida      | BRA Brasil         | 1:56.45 | Q     |
| 13   | 1     | 4    | Simon Sjödin         | SWE Suécia         | 1:56.46 | Q     |
| 14   | 3     | 6    | Louis Croenen        | BEL Bélgica        | 1:56.48 | Q     |
| 15   | 4     | 8    | Jonathan Gómez       | COL Colômbia       | 1:56.65 | Q     |
| 16   | 2     | 6    | Li Zhuhao            | CHN China          | 1:56.72 | Q     |
| 17   | 4     | 5    | Jan Świtkowski       | POL Polônia        | 1:56.73 |       |
| 18   | 3     | 7    | Stefanos Dimitriadis | GRE Grécia         | 1:56.76 |       |
| 19   | 4     | 2    | David Morgan         | AUS Austrália      | 1:56.81 |       |
| 20   | 2     | 2    | Tom Shields          | USA Estados Unidos | 1:56.93 |       |
| 21   | 3     | 1    | Carlos Peralta       | ESP Espanha        | 1:56.98 |       |
| 22   | 1     | 5    | Robert Žbogar        | SLO Eslovênia      | 1:57.05 |       |
| 23   | 4     | 1    | Sebastien Rousseau   | RSA África do Sul  | 1:57.33 |       |
| 24   | 2     | 8    | Daniil Pakhomov      | RUS Rússia         | 1:57.36 |       |
| 25   | 2     | 1    | Jordan Coelho        | FRA França         | 1:58.62 |       |
| 26   | 1     | 6    | Gal Nevo             | ISR Israel         | 1:58.64 |       |
| 27   | 3     | 8    | Wu Yuhang            | CHN China          | 1:59.04 |       |
| 28   | 1     | 3    | Sajan Prakash        | IND Índia          | 1:59.37 |       |
| 29   | 1     | 2    | Bradlee Ashby        | NZL Nova Zelândia  | 2:01.22 |       |

### Semifinais

#### Semifinal 1
| Pos. | Raia | Nadador         | CON           | Tempo   | Notas |
| ---- | ---- | --------------- | ------------- | ------- | ----- |
| 1    | 4    | László Cseh     | HUN Hungria   | 1:55.18 | Q     |
| 2    | 6    | Daiya Seto      | JPN Japão     | 1:55.28 | Q     |
| 3    | 3    | Masato Sakai    | JPN Japão     | 1:55.32 | Q     |
| 4    | 1    | Louis Croenen   | BEL Bélgica   | 1:56.03 | Q     |
| 5    | 5    | Grant Irvine    | AUS Austrália | 1:56.07 |       |
| 6    | 2    | Quah Zheng Wen  | SIN Singapura | 1:56.11 |       |
| 7    | 7    | Kaio de Almeida | BRA Brasil    | 1:57.45 |       |
| 8    | 8    | Li Zhuhao       | CHN China     | 1:57.62 |       |

#### Semifinal 2
| Pos. | Raia | Nadador          | CON                | Tempo   | Notas |
| ---- | ---- | ---------------- | ------------------ | ------- | ----- |
| 1    | 4    | Tamás Kenderesi  | HUN Hungria        | 1:53.96 | Q     |
| 2    | 3    | Michael Phelps   | USA Estados Unidos | 1:54.12 | Q     |
| 3    | 5    | Chad le Clos     | RSA África do Sul  | 1:55.19 | Q     |
| 4    | 6    | Viktor Bromer    | DEN Dinamarca      | 1:55.59 | Q     |
| 5    | 7    | Evgenii Koptelov | RUS Rússia         | 1:56.46 |       |
| 6    | 1    | Simon Sjödin     | SWE Suécia         | 1:56.71 |       |
| 7    | 2    | Leonardo de Deus | BRA Brasil         | 1:56.77 |       |
| 8    | 8    | Jonathan Gómez   | COL Colômbia       | 1:57.47 |       |

### Final

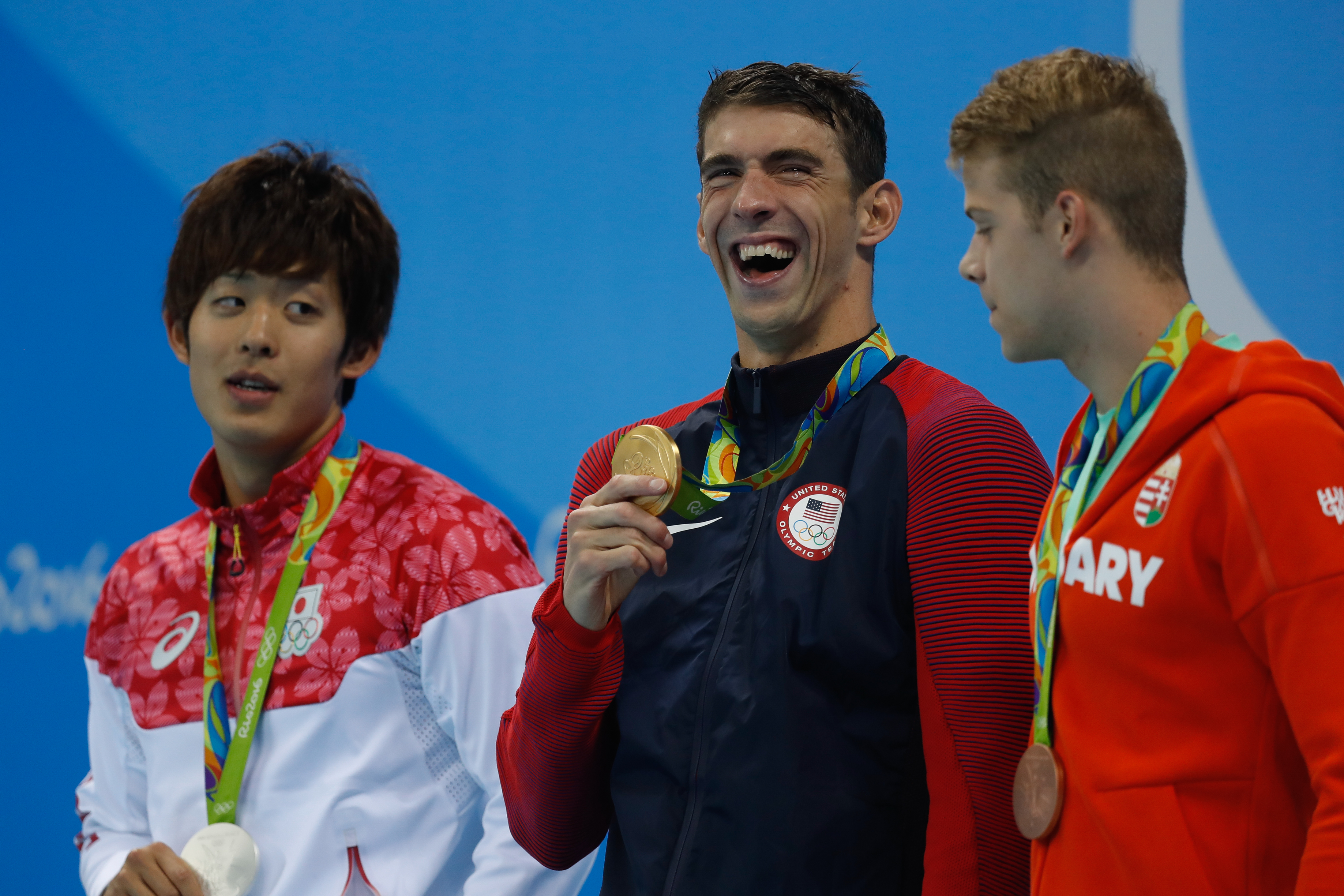
Os medalhistas da prova durante a cerimônia de premiação.

| Pos.              | Raia | Nadador         | CON                | Tempo   | Notas |
| ----------------- | ---- | --------------- | ------------------ | ------- | ----- |
| Medalha de ouro   | 5    | Michael Phelps  | USA Estados Unidos | 1:53.36 |       |
| Medalha de prata  | 7    | Masato Sakai    | JPN Japão          | 1:53.40 |       |
| Medalha de bronze | 4    | Tamás Kenderesi | HUN Hungria        | 1:53.62 |       |
| 4                 | 6    | Chad le Clos    | RSA África do Sul  | 1:54.06 |       |
| 5                 | 2    | Daiya Seto      | JPN Japão          | 1:54.82 |       |
| 6                 | 1    | Viktor Bromer   | DEN Dinamarca      | 1:55.64 |       |
| 7                 | 3    | László Cseh     | HUN Hungria        | 1:56.24 |       |
| 8                 | 8    | Louis Croenen   | BEL Bélgica        | 1:57.04 |       |

Legenda
| Recorde mundial      | Recorde mundial (World record)               |                       | Recorde africano                      | Recorde africano (African) |                                           | Q | Classificado por posição (Qualified) |
| Recorde olímpico     | Recorde olímpico (Olympic record)            | Recorde da América    | Recorde da América (Americas)         | q                          | Classificado por melhor tempo (Qualified) |   |                                      |
| Melhor marca do ano  | Melhor marca do ano (World leading)          | Recorde asiático      | Recorde asiático (Asian)              | DNS                        | Não largou (Did not start)                |   |                                      |
| Recorde nacional     | Recorde nacional (National record)           | Recorde europeu       | Recorde europeu (European)            | DNF                        | Não terminou (Did not finish)             |   |                                      |
| Recorde pessoal      | Recorde pessoal do atleta (Personal best)    | Recorde da Oceania    | Recorde da Oceania (Oceania)          | DSQ / DQ                   | Desclassificado (Disqualified)            |   |                                      |
| Recorde da temporada | Recorde da temporada do atleta (Season best) | Recorde sul-americano | Recorde sul-americano (South America) | NM                         | Sem marca (No mark)                       |   |                                      |